# Lycosa perspicua
Lycosa perspicua är en spindelart som beskrevs av Roewer 1960. Lycosa perspicua ingår i släktet Lycosa och familjen vargspindlar. Inga underarter finns listade i Catalogue of Life.